# برادفورد الغربية (دائرة انتخابية في المملكة المتحدة)
برادفورد الغربية  (بالإنجليزية: Bradford West)‏ هي إحدى الدوائر الانتخابية في المملكة المتحدة الممثلة في مجلس العموم في برلمان المملكة المتحدة.
عضو البرلمان الذي يمثلها حالياً هو :Mr Marsha Singh (Lab).